# دختر شرمسارگر
دختر شرمسارگر (انگلیسی: The Shamer's Daughter) یک فیلم در ژانر ماجراجویی است که در سال ۲۰۱۵ منتشر شد. از بازیگران آن می‌توان به یاکوب اوفتبرو، استینا اکبلاد، و سورن مالینگ اشاره کرد.